# Chongzhou
Chongzhou léase Chóng-Zhóu (en chino tradicional y simplificado, 崇州市; pinyin, Chóngzhōu Shí) es una ciudad satélite bajo la administración directa de la Subprovincia de Chengdu, capital provincial de Sichuan. El municipio yace en una llanura con una altitud promedio de 530 m s. n. m., ubicada a 25 km al oeste del centro financiero de la ciudad por la autopista Chengwenyu (成温邛高速公路) , formando una ciudad intermedia en Chengdu. Su área total es de 1090 km² y su población proyectada para 2017 fue de 664 800 habitantes. El primer sínodo católico en China se celebró en esta ciudad en 1803, convocado por Gabriel-Taurin Dufresse.
La división de la ciudad también es conocida como Condado Chongqing (崇慶縣 / 崇庆县) , tal administración fue abolida en 1994 cuando el Consejo de Estado abolió el condado ascendiendo la región a ciudad-condado.

## Administración
La ciudad de Chongzhou se divide en 25 pueblos que se administran en 1 Subdistrito, 18 poblados y 6 villas.